# Groß Vollstedt
Groß Vollstedt es un municipio situado en el distrito de Rendsburg-Eckernförde, en el Estado federado de Schleswig-Holstein (Alemania). Tiene una población estimada, a fines de 2020, de 978 habitantes.
Se encuentra ubicado en la zona centro-este del Dstado, cerca de las ciudades independientes de Schleswig y Kiel, de la costa del mar Báltico, del río Eider y del canal de Kiel.